# 松平定知 (旗本)
松平 定知（まつだいら さだとも）は、江戸時代前期から中期にかけての旗本。

## 略歴
三河国刈谷藩2万石を治めた松平定政の次男として誕生した。母は永井尚政の娘。
2代藩主となるはずだったが、父の定政が慶安4年（1651年）に3代将軍・徳川家光の死去後、幕政に意見しさらに無届で東叡山寛永寺で遁世落髪したため、狂気の沙汰として改易された。定知ら家族も父に連座して蟄居させられ、定政の兄の松平定行（伊予国松山藩）に預けられた。蟄居といえど定政には給米2千俵を与えられていたため、貧困していたような状態ではなかった。
寛文12年（1672年）に父が死去した後に江戸に召し返され、給米2千俵のうち1千500俵を与えられて寄合に列した。元禄10年（1697年）に下野国安蘇郡で知行地1千500石を与えられ、異母兄・定澄と共に定政系の旗本久松松平家として存続した。